# Aeroportul Internațional Xi'an Xianyang
Aeroportul Internațional Xi'an Xianyang (IATA: XIY, ICAO: ZLXY) este principalul aeroport care deservește orașul Xi'an, capitala provinciei Shaanxi din China, precum și întreaga zonă Guanzhong. Cu o suprafață de 5 km pătrați, este cel mai mare aeroport din nord-vestul Chinei și al doilea cel mai mare aeroport din nordul Chinei. Aeroportul a fost hub pentru China Northwest Airlines până când compania a fuzionat în China Eastern Airlines în 2002. Aeroportul Xi'an este hub și pentru Joy Air și un oraș focus pentru Hainan Airlines.
În 2015, aeroportul a servit 32.970.215 de pasageri, făcându-l cel mai aglomerat aeroport din nord-vestul Chinei și al optulea la nivel național. Tot la nivel național, Aeroportul Internațional Xi'an Xianyang a fost, de asemenea, al 14-lea cel mai aglomerat aeroport în ceea ce privește traficul de mărfuri și al șaptelea cel mai aglomerat aeroport după numărul de mișcări de aeronave.

## Localizare
Aeroportul este situat în zona administrativă a orașului Xianyang, după care este denumit aeroportul. Se află la 41 km la nord-vest de centrul orașului Xi'an și la 13 km la nord-est de centrul orașului Xianyang.

## Istoric
Înainte ca Aeroportul Xianyang fie construit, Xi'an era deservit de Aeroportul Xi'an Xiguan. În 1984, Consiliul de Stat al Chinei și al Comisia Militară Centrală au propus să se construiască un mare aeroport civil pe locul aerodromului Xianyang. Faza întâi de construcție a aeroportului a demarat în august 1987 și a fost terminată pe 1 septembrie 1991, când a avut loc și inaugurarea. Aeroportul Xi'an Xiguan a fost închis în același timp. Faza a doua a început în august 2000 și a fost finalizată la data de 16 septembrie 2003. Un alt proiect, în valoare de 7,592 miliarde de yuani, este planificat a fi finalizat până în 2020.

## Terminalul 3 și a doua pistă
Terminalul 3 și cea de-a doua pistă au fost deschise pe 3 mai 2012, crescând astfel capacitatea aeroportului până la mai mult de 33 de milioane de pasageri pe an. Noul terminal poate deservi singur 22 de milioane de pasageri pe an, de două ori mai mult decât celelalte două terminale combinate. Companiile aeriene care s-au mutat în noul terminal sunt China Eastern Airlines, China Southern Airlines și Shanghai Airlines. Cea de-a doua pistă este de 3.800 de metri lungime și este suficient de mare ca să poată deservi un Airbus A380.

## Companii aeriene și destinații

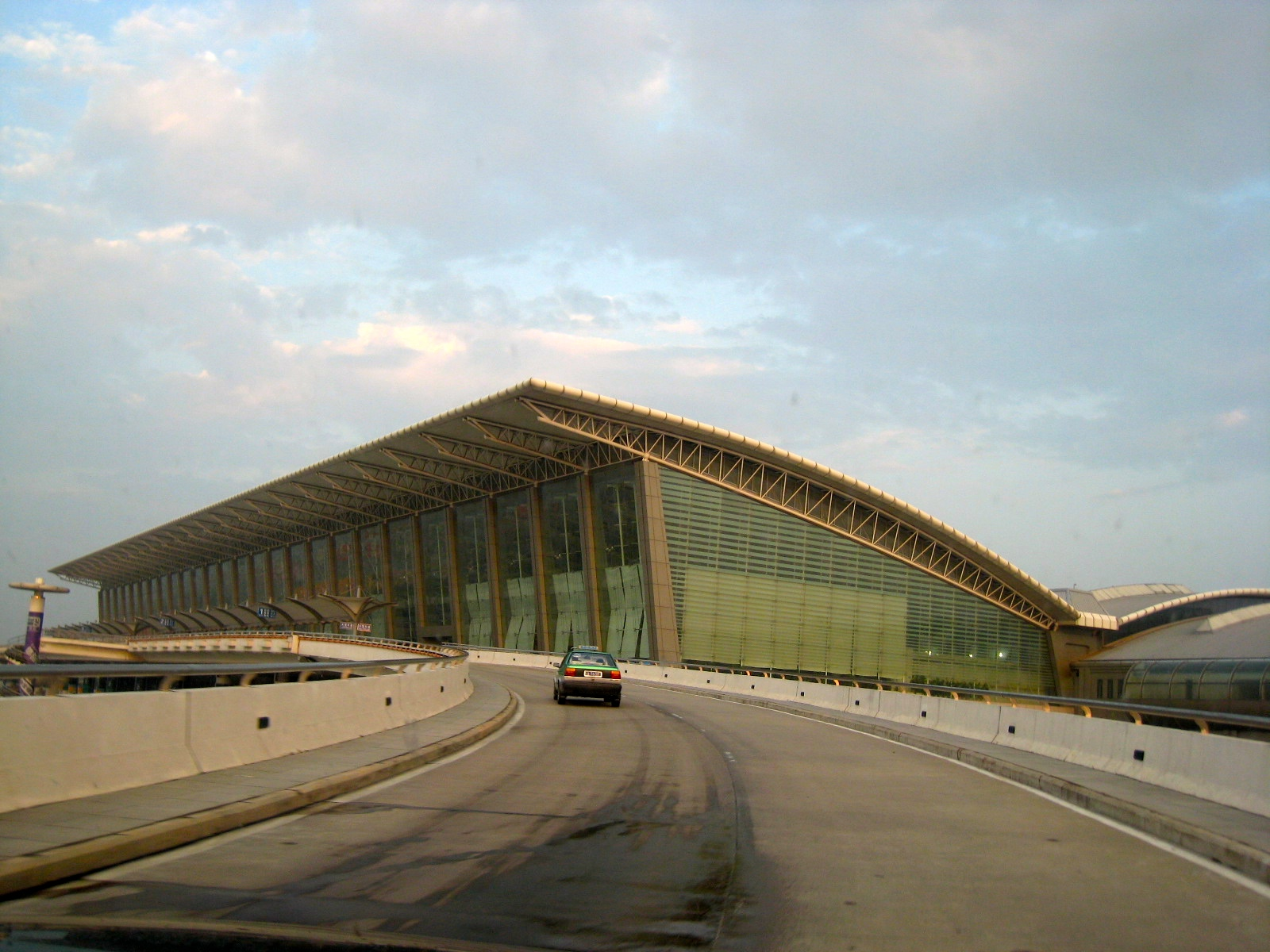
Terminalul 2 al Aeroportului INternațional Xi'an Xianyang

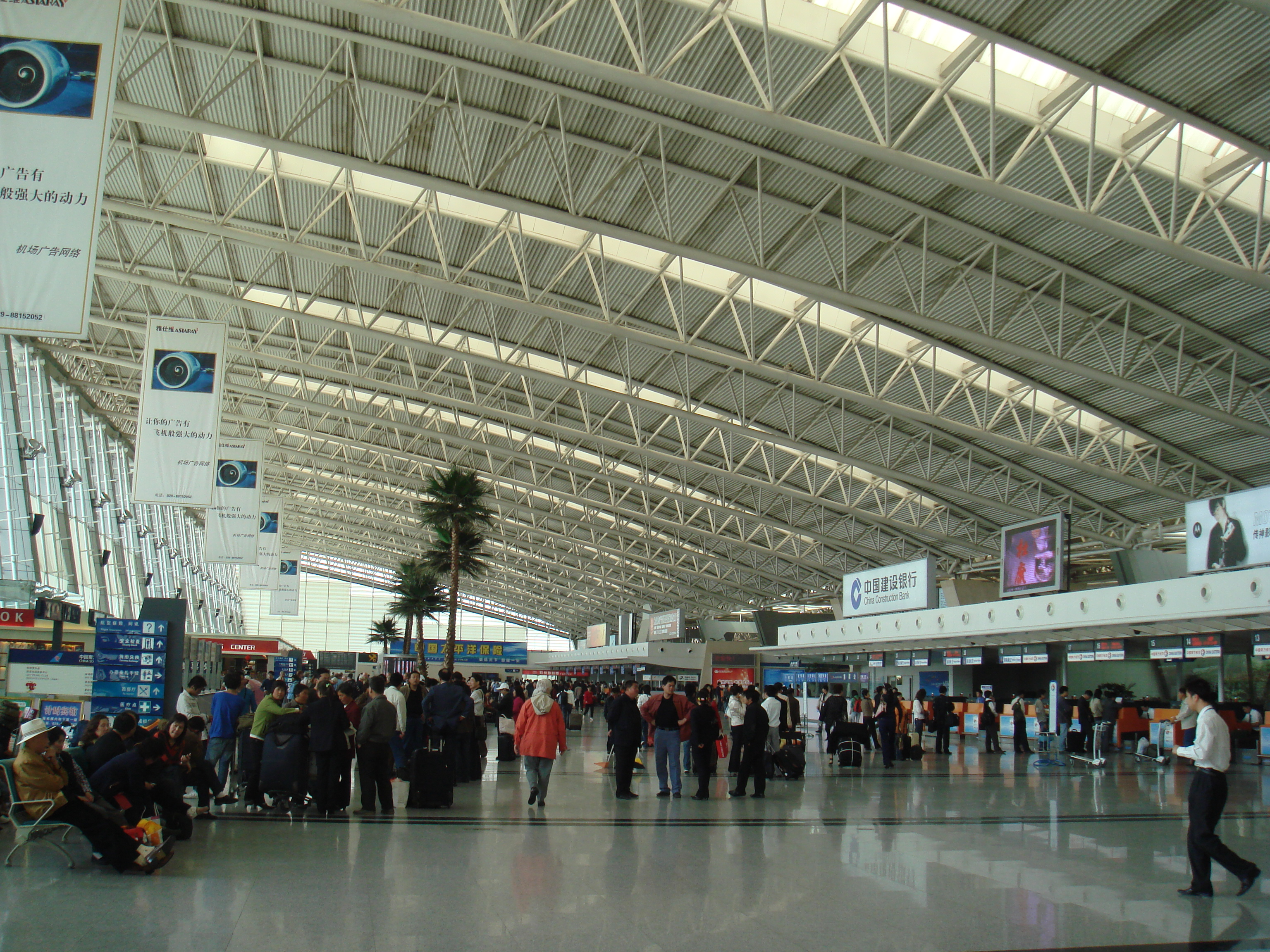
Vedere interioară din Terminalul 2

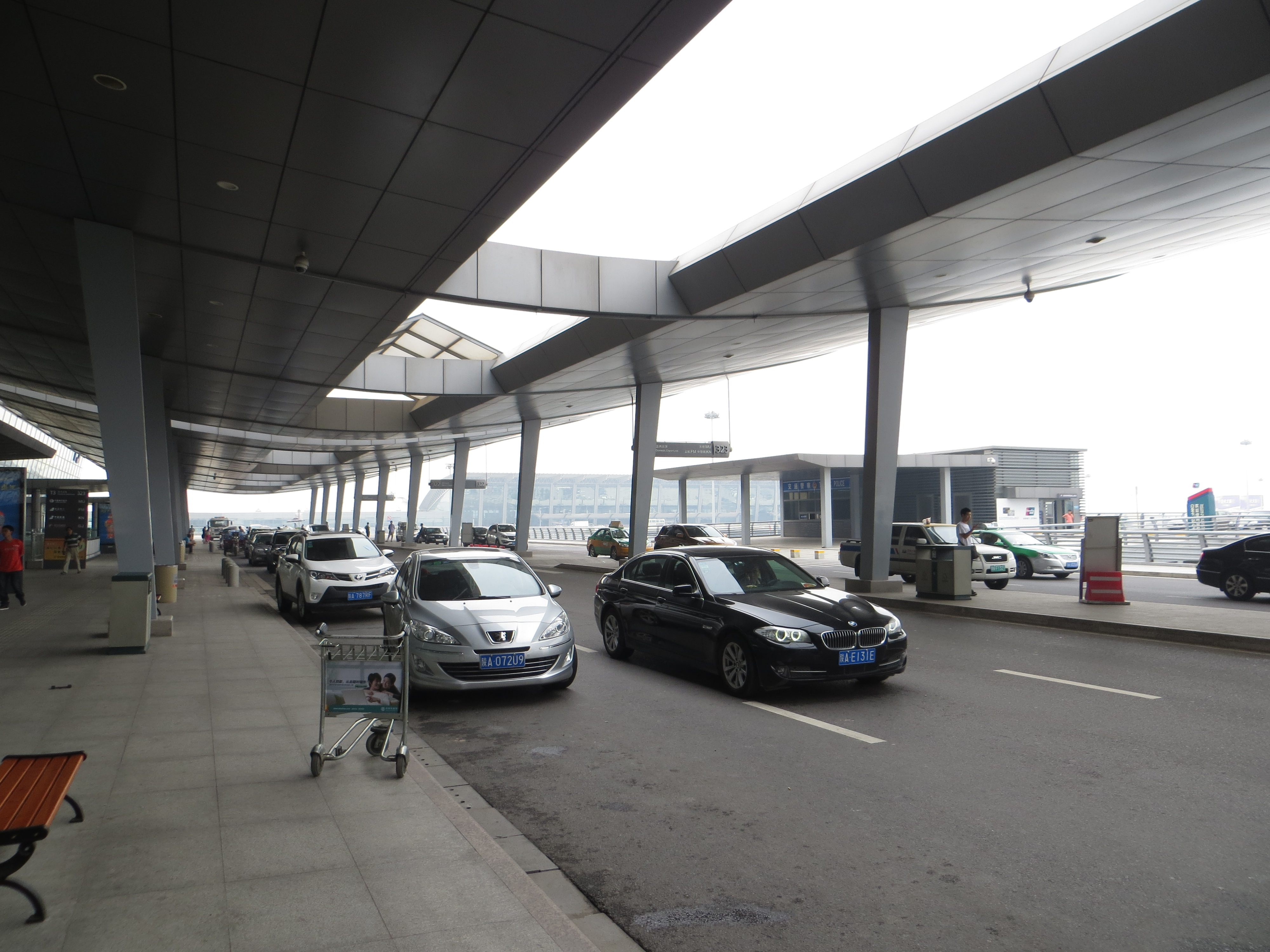
Zona drop-off din Terminalul 3

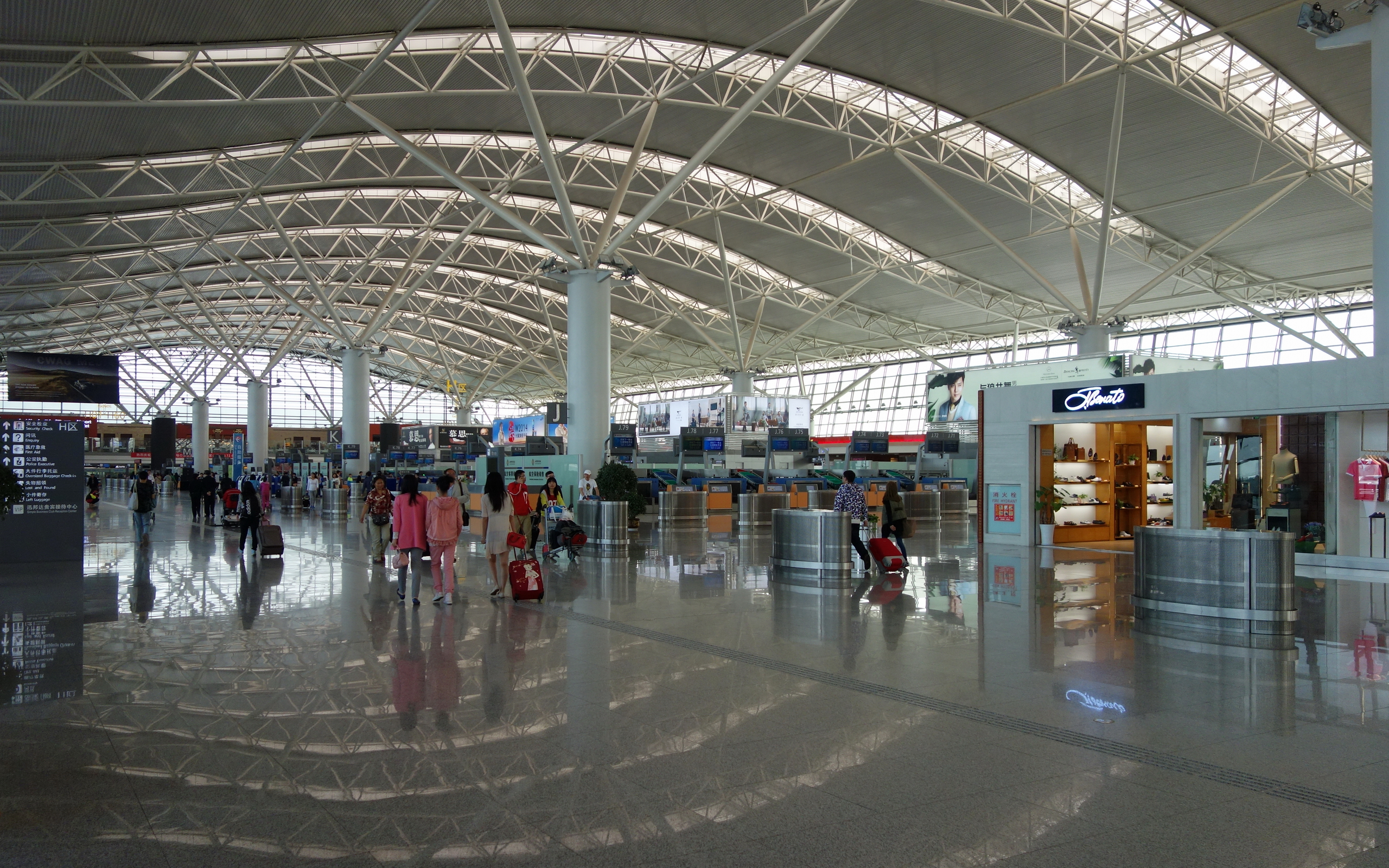
Sala de plecări a Terminalului 3

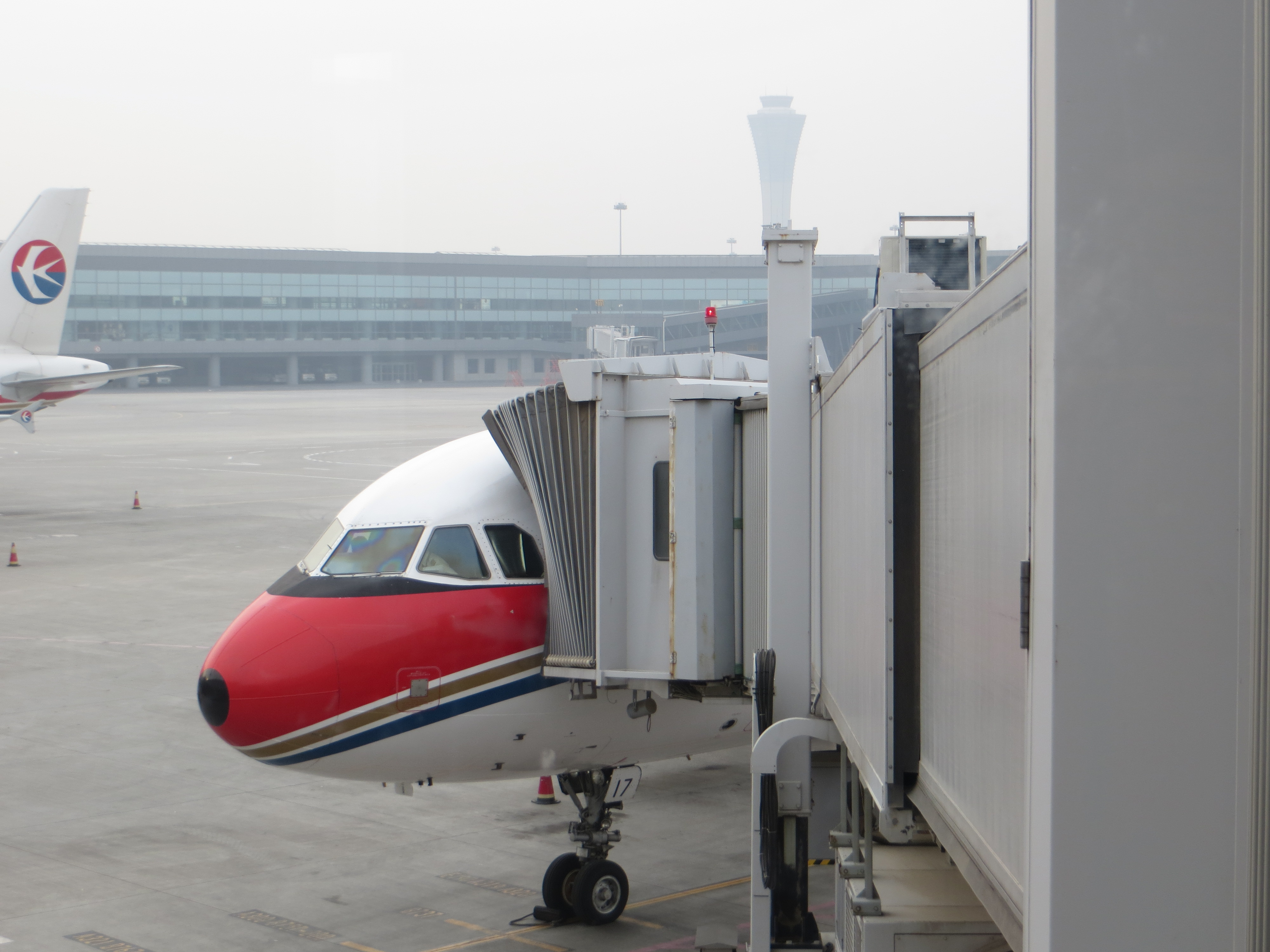
Un Airbus 319 China Eastern Airlines la burduf

| Companie                            | Destinații |
| ----------------------------------- | --- |
| 9 Air                               | Anshun, Guangzhou, Haikou, Qianjiang |
| AirAsia X                           | Kuala Lumpur–International |
| Air Busan                           | Charter: Busan |
| Air Chang'an                        | Changchun, Changsha, Dalian, Fuzhou, Haikou, Harbin, Hefei, Huai'an, Huaihua, Huizhou, Jiamusi, Jingdezhen, Lianyungang, Liuzhou, Nanchang, Ningbo, Sanya, Shenyang, Shijiazhuang, Taizhou, Tongliao, Tongren, Urumqi, Weifang, Xiamen, Xining, Yichang, Yinchuan, Yingkou, Zhuhai |
| Air China                           | Beijing–Capital, Guilin, Hangzhou, Hohhot, Karamay, Shanghai–Pudong, Tianjin, Wenzhou, Wuhan |
| Air China operat de Dalian Airlines | Dalian |
| Asiana Airlines                     | Seul–Incheon |
| Beijing Capital Airlines            | Changchun, Dali, Enshi, Guilin, Haikou, Hangzhou, Harbin, Hefei, Huangshan, Lijiang, Nanjing, Nanning, Sanya, Shijiazhuang, Wenzhou, Xiamen, Yichun |
| Cathay Dragon                       | Hong Kong |
| Chengdu Airlines                    | Changsha, Hohhot |
| China Airlines                      | Taipei–Taoyuan |
| China Eastern Airlines              | Baotou, Beijing–Capital, Changchun, Changsha, Changzhou, Chongqing, Dali, Dalian, Dunhuang, Fuzhou, Golmud, Golog, Guangzhou, Guiyang, Haikou, Hangzhou, Harbin, Hefei, Hengyang, Hohhot, Huatugou, Jiayuguan, Jieyang, Jinan, Jinchang, Jinggangshan, Karamay, Kashgar, Kunming, Lhasa, Liuzhou, Luliang, Nanchang, Nanchong, Nanjing, Ningbo, Ordos, Qingdao, Sanya, Shanghai–Hongqiao, Shanghai–Pudong, Shenyang, Shenzhen, Urumqi, Wenzhou, Wuhan, Wuxi, Xiamen, Xining, Xinyang, Xishuangbanna, Yan'an, Yancheng, Yantai, Yinchuan, Yulin, Yushu, Zhangjiajie, Zhangye, Zhanjiang, Zhuhai |
| China Eastern Airlines              | Hong Kong, Krabi, Moscova–Sheremetyevo, Nagoya-Centrair, Osaka–Kansai, Prague, Sydney, Taipei–Taoyuan, Tokyo-Narita |
| China Express Airlines              | Alxa Left Banner, Chengde, Chongqing, Dalian, Hangzhou, Hohhot, Quanzhou, Tianshui, Ulanhot, Yantai, Yongzhou, Zhuhai |
| China Southern Airlines             | Beijing–Capital, Changchun, Changsha, Chengdu, Dalian, Daqing, Datong, Dunhuang, Guangzhou, Guilin, Harbin, Hefei, Hohhot, Jieyang, Jinan, Kashgar, Korla, Kunming, Meixian, Nanning, Sanya, Shanghai–Pudong, Shenyang, Shenzhen, Taiyuan, Urumqi, Wenzhou, Wuhan, Yinchuan, Yining, Yulin, Zhanjiang, Zhuhai |
| Colorful Guizhou Airlines           | Guiyang |
| Donghai Airlines                    | Shenzhen, Xingyi |
| Finnair                             | Sezonier: Helsinki |
| Fuzhou Airlines                     | Chizhou, Fuzhou, Harbin, Hohhot, Nanchang, Ningbo, Quanzhou, Yichang |
| Garuda Indonesia                    | Denpasar/Bali |
| GX Airlines                         | Bijie, Nanning |
| Hainan Airlines                     | Beijing–Capital, Changsha, Chongqing, Dalian, Fuzhou, Guangzhou, Guilin, Guiyang, Haikou, Hangzhou, Kunming, Melbourne, Nanchang, Nanjing, Ningbo, Paris–Charles de Gaulle, Qingdao, Roma–Fiumicino, Sanya, Shanghai–Pudong, Shenyang, Shenzhen, Sydney, Taipei–Taoyuan, Tokyo–Narita, Urumqi, Wenzhou, Wuhai, Xiamen, Xining, Yinchuan, Yiwu, Zhuhai |
| Hebei Airlines                      | Beihai, Shijiazhuang |
| JC International Airlines           | Siem Reap |
| Jiangxi Air                         | Nanchang, Ürümqi |
| Jin Air                             | Charter: Jeju |
| Joy Air                             | Alxa Left Banner, Ejin Banner, Hefei, Xiangyang, Zhengzhou |
| Juneyao Airlines                    | Guyuan, Haikou, Nanjing, Shanghai–Hongqiao, Shanghai–Pudong, Xining, Yinchuan, Zhongwei |
| Korean Air                          | Seul–Incheon |
| Kunming Airlines                    | Kunming, Mangshi |
| Lanmei Airlines                     | Siem Reap |
| Lion Air                            | Charter: Denpasar, Kota Kinabalu |
| Loong Air                           | Beijing–Capital, Bijie, Chifeng, Enshi, Hangzhou, Hohhot, Jeju, Lijiang, Nha Trang, Shenyang, Shiyan, Weihai |
| Lucky Air                           | Baoshan, Kunming, Lijiang, Mangshi, Mianyang |
| Maldivian                           | Charter: Bangkok–Suvarnabhumi, Malé |
| Okay Airways                        | Bangkok–Suvarnabhumi, Cebu, Changsha, Guilin, Kalibo, Nanchang, Nanning, Phuket, Tianjin, Urumqi, Zhuhai |
| NokScoot                            | Bangkok–Don Mueang |
| Royal Brunei Airlines               | Charter: Bandar Seri Begawan |
| Ruili Airlines                      | Dalian, Jinan, Kunming |
| SCAT Airlines                       | Almaty |
| Scoot                               | Singapore |
| Shandong Airlines                   | Guiyang, Hefei, Jinan, Longnan, Qingdao, Wuyishan, Xiamen, Xining, Yantai |
| Shanghai Airlines                   | Ordos, Shanghai–Hongqiao, Shanghai–Pudong |
| Shenzhen Airlines                   | Guangzhou, Huizhou, Jinan, Linyi, Nanjing, Nanning, Nantong, Quanzhou, Shenyang, Shenzhen, Taizhou, Wuxi, Xiamen, Yangzhou, Yinchuan |
| Sichuan Airlines                    | Altay, Beihai, Changchun, Chengdu, Chiang Mai, Chongqing, Daocheng, Dongying, Guilin, Haikou, Harbin, Jinan, Kunming, Lhasa, Lijiang,Mangshi, Mandalay (begins 31 March 2019), Nanning, Osaka-Kansai (begins 30 November 2018), Qingdao, Sanya, Shenzhen, Urumqi, Xiahe, Xiamen, Xining, Yangon, Yibin,Yinchuan, Yingkou, Yining, Yulin, Zhangjiajie, Zhongwei, Zhuhai |
| Spring Airlines                     | Osaka–Kansai, Shanghai–Hongqiao, Shanghai–Pudong, Shenyang, Shenzhen, Urumqi |
| Thai AirAsia                        | Bangkok–Don Mueang |
| Thai Lion Air                       | Phuket Charter: Bangkok–Don Mueang |
| Tianjin Airlines                    | Anshun, Chongqing, Chifeng, Dalian, Dongying, Dunhuang, Erenhot, Fuyang, Ganzhou, Guilin, Guiyang, Haikou, Hailar, Hami, Harbin, Hefei, Hohhot, Huaihua, Jieyang, Jinan, Kunming, Lijiang, London Heathrow, Luzhou, Nanchang, Nanjing, Nanning, Ningbo, Ordos, Osaka–Kansai, Qingyang, Qinhuangdao, Rizhao, Sanya, Shenyang, Shijiazhuang, Tianjin, Urumqi, Wenzhou, Wuhai, Xilinhot, Yulin, Zhuhai |
| Tibet Airlines                      | Kathmandu, Lhasa, Koh Samui |
| Uni Air                             | Taipei–Taoyuan |
| Urumqi Air                          | Urumqi |
| Vietnam Airlines                    | Sezonier charter: Da Nang |
| West Air                            | Chongqing |
| XiamenAir                           | Changsha, Fuzhou, Guyuan, Hangzhou, Nanjing, Quanzhou, Singapore, Tianjin, Urumqi, Wanzhou, Xiamen, Yinchuan |

## Transport la sol
Opt rute de autobuz leagă aeroportul cu orașele Xi'an și Xianyang.
Există, de asemenea, autobuze interurbane care leagă aeroportul cu Baoji, Yangling, Lingtong, Hancheng, Hanzhong, Weinan, Tongchuan, Yan'an, Qingyang și Pingliang. 
O legătură feroviară între Gara de Nord Xi'an și aeroport este în construcție și este planificată a se deschide în 2018.

## Accidente și incidente

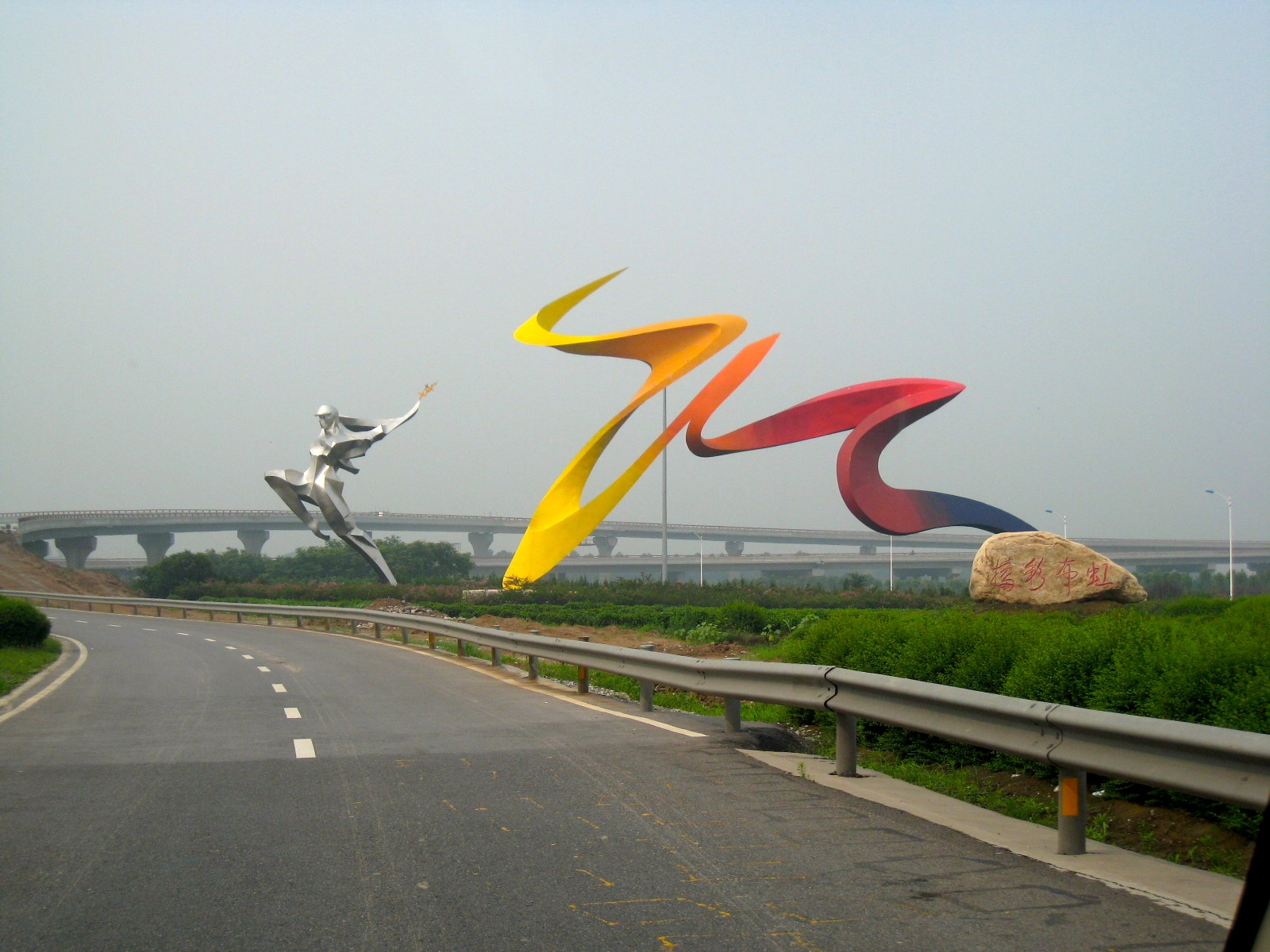
Statui de-a lungul autostrăzii Airport Express care duce la Aeroportul Internațional Xi'an Xianyang

- Pe 6 iunie 1994, avionul care opera zborul 2303 al China Northwest Airlines s-a rupt în aer și s-a prăbușit în apropiere de Xi'an. Avionul decolase de la Xi'an și zbura către Guangzhou. Cauza accidentului a fost o eroare de întreținere. Toate cele 160 de persoane de la bord au murit.